# Austranema pectinatum
Austranema pectinatum är en rundmaskart som först beskrevs av Christian Wieser och Stephen Donald Hopper 1957.  Austranema pectinatum ingår i släktet Austranema och familjen Chromadoridae. Inga underarter finns listade i Catalogue of Life.